# Christmas (Michael Bublé)
Christmas è il settimo album in studio del cantante canadese Michael Bublé, pubblicato il 25 ottobre 2011 dalla Warner Music. L'album è stato prodotto da David Foster, Bob Rock e Humberto Gatica.
Christmas debutta nella classifica Billboard 200 con 141 000 copie ed in Italia alla nona posizione. L'unico singolo ad essere stato pubblicato dall'album Christmas è stato Cold December Night uscito l'11 novembre 2011.

## Tracce
1. It's Beginning to Look a Lot Like Christmas – 3:26
2. Santa Claus Is Coming to Town – 2:51
3. Jingle Bells (feat. The Puppini Sisters) – 2:39
4. White Christmas (feat. Shania Twain) – 3:36
5. All I Want for Christmas Is You – 2:51
6. Holly Jolly Christmas – 1:59
7. Santa Baby – 3:51
8. Have Yourself a Merry Little Christmas – 3:50
9. Christmas (Baby Please Come Home) – 3:07
10. Silent Night – 3:47
11. Blue Christmas – 3:41
12. Cold December Night – 3:18
13. I'll Be Home for Christmas – 4:24
14. Ave Maria – 4:00
15. Mis Deseos/Feliz Navidad (feat. Thalía) – 4:24
16. Michael's Christmas Greeting (Traccia Nascosta) – 0:08

Tracce bonus nella riedizione Christmas (Deluxe Special Edition)
1. The Christmas song (Chestnuts Roasting On An Open Fire) – 4:18
2. Winter Wonderland – 2:30
3. Frosty the Snowman – 2:41
4. Silver Bells (feat. Naturally 7) – 3:07
5. White Christmas – 3:22
6. Michael's Christmas Greeting (Traccia Nascosta) – 0:08

Tracce bonus nella riedizione Christmas (Deluxe 10th Anniversary Edition)
1. The Christmas song (Chestnuts Roasting On An Open Fire) – 4:18
2. Winter Wonderland – 2:30
3. Frosty the Snowman – 2:41
4. Silver Bells (feat. Naturally 7) – 3:07
5. White Christmas – 3:22
6. Let It Snow! (10th Anniversary) – 2:39
7. Winter Wonderland (feat. Rod Stewart) – 2:24
8. The More You Give (The More You'll Have) – 3:11
9. Michael's Christmas Greeting (Traccia Nascosta) – 0:08

## Classifiche

### Classifiche settimanali
| Classifica (2011-24) | Posizione massima |
| -------------------- | ----------------- |
| Australia            | 1                 |
| Austria              | 1                 |
| Belgio (Fiandre)     | 3                 |
| Belgio (Vallonia)    | 4                 |
| Canada               | 1                 |
| Croazia              | 5                 |
| Danimarca            | 1                 |
| Estonia              | 4                 |
| Finlandia            | 2                 |
| Francia              | 29                |
| Germania             | 1                 |
| Irlanda              | 1                 |
| Islanda              | 1                 |
| Italia               | 1                 |
| Lettonia             | 1                 |
| Lituania             | 1                 |
| Messico              | 2                 |
| Norvegia             | 1                 |
| Nuova Zelanda        | 1                 |
| Paesi Bassi          | 1                 |
| Polonia              | 1                 |
| Portogallo           | 1                 |
| Regno Unito          | 1                 |
| Repubblica Ceca      | 3                 |
| Slovacchia           | 2                 |
| Spagna               | 8                 |
| Stati Uniti          | 1                 |
| Svezia               | 1                 |
| Svizzera             | 1                 |
| Ungheria             | 1                 |

### Classifiche di fine anno
| Classifica (2011) | Posizione |
| ----------------- | --------- |
| Australia         | 2         |
| Belgio (Fiandre)  | 68        |
| Belgio (Vallonia) | 82        |
| Canada            | 16        |
| Danimarca         | 21        |
| Francia           | 84        |
| Irlanda           | 2         |
| Italia            | 7         |
| Messico           | 18        |
| Nuova Zelanda     | 16        |
| Paesi Bassi       | 7         |
| Polonia           | 10        |
| Regno Unito       | 2         |
| Spagna            | 31        |
| Stati Uniti       | 82        |
| Svezia            | 9         |
| Svizzera          | 43        |
| Ungheria          | 6         |
| Classifica (2012) | Posizione |
| Argentina         | 30        |
| Austria           | 18        |
| Canada            | 2         |
| Irlanda           | 13        |
| Italia            | 24        |
| Stati Uniti       | 2         |
| Svezia            | 85        |
| Classifica (2020) | Posizione |
| Italia            | 52        |
| Norvegia          | 24        |
| Portogallo        | 93        |
| Classifica (2021) | Posizione |
| Austria           | 23        |
| Belgio (Fiandre)  | 142       |
| Danimarca         | 33        |
| Islanda           | 63        |
| Italia            | 56        |
| Norvegia          | 31        |
| Paesi Bassi       | 47        |
| Portogallo        | 75        |
| Regno Unito       | 57        |
| Svizzera          | 44        |
| Ungheria          | 63        |
| Classifica (2022) | Posizione |
| Belgio (Fiandre)  | 153       |
| Germania          | 71        |
| Danimarca         | 42        |
| Italia            | 90        |
| Islanda           | 82        |
| Norvegia          | 19        |
| Paesi Bassi       | 46        |
| Polonia           | 46        |
| Regno Unito       | 83        |
| Svizzera          | 56        |
| Classifica (2023) | Posizione |
| Islanda           | 93        |
| Italia            | 84        |
| Norvegia          | 23        |
| Ungheria          | 21        |
| Classifica (2024) | Posizione |
| Ungheria          | 63        |

### Classifiche di fine decennio
| Classifica (2010-19) | Posizione |
| -------------------- | --------- |
| Australia            | 2         |

### Classifiche di fine secolo
| Classifica (2000-2024) | Posizione |
| ---------------------- | --------- |
| Stati Uniti            | 13        |